# Vkoesno & Totsjka
Vkoesno & Totsjka (Russisch: Вкусно – и точка, Vkoesno – i totsjka, letterlijk: Lekker, punt uit) is een Russische keten van fastfoodrestaurants geopend op 12 juni 2022. De Russische zakenman Alexander Govor (1960) heeft alle 825 Russische restaurants van McDonald's overgenomen en gekocht voor een onbekende prijs, nadat McDonald's ze had gesloten wegens internationale sancties. Bij de opening was er geen vervanging voor de populaire hamburger Big Mac.